# Thylacosterninae
Thylacosterninae (лат.) — подсемейство жуков из семейства жуков-щелкунов. Включает около 45 видов. Среднего размера насекомые, относительно короткие и широкие, цилиндрические. Обычно они внешне довольно красочные, имеют красный или желто-черный цвет внешних покровов. У самцов усики часто имеют гребешковидную форму

## Описание
Внутри семейства щелкунов таксон Thylacosterninae можно распознать по сочетанию следующих признаков: (i) маленький, хитинизированный лабрум; (ii) второй членик усика шире и примерно такой же длины или длиннее, чем третий; (iii) усики с длинными, тонкими и густо волосатыми гребешкками на члениках 3—11; (iv) очень глубокие усиковые карманы на гипомере, частично перегороженные простернумом; (v) сильно уплощенные голени с дорсальными тарзальными бороздками; (vi) заметные волосатые доли на тарзомерах 2—4.

## Систематика
- Balgus Fleutiaux, 1920
  - Balgus schnusei (Heller, 1974)
- Cussolenis Fleutiaux, 1918
- Lumumbaia Muona & Vahtera, 2009[1].
  - Lumumbaia africanus (Fleutiaux, 1897) (из рода Soleniscus)
  - Lumumbaia praeustus (Fleutiaux, 1926) (Cussolenis)
  - Lumumbaia nigripes (Fleutiaux, 1926)  (Cussolenis)
  - Lumumbaia robustus (Fleutiaux, 1925) (Cussolenis)
  - Lumumbaia attenuatus (Fleutiaux, 1925) (Cussolenis)
  - Lumumbaia notabilis (Fleutiaux, 1926) (Cussolenis)
- Pterotarsus Guérin-Méneville, 1832
- Thylacosternus Bonvouloir, 1875